# Alcalá de Guadaíra
Alcalá de Guadaíra – miasto w Hiszpanii, w Andaluzji. W 2001 r. miasto to zamieszkiwało 70 155 osób. Alcalá de Guadaíra to miasto przemysłowe. Jego dziedzictwo przemysłowe zaczęło się od młynów wodnych zbudowanych przez Maurów na brzegach rzeki Guadaíra. Młyny te służyły do mielenia ziarna na mąkę, dostarczaną piekarzom w okolicy.